# Gluma
Gluma je proizvod glumca ili glumice, koji su osobe zaposlene u kazalištu, televiziji, filmu ili bilo kojem drugom pripovjedačkom mediju, koji kazuju priču utjelovljujući lik i kroz izgovaranje ili pjevanje pisanog teksta. Gluma se može oslanjati i na govor tijela pa tekst i verbalna komunikacija nisu uvijek nužni.
Gluma je i naziv koji koristimo za skup glumačkih vještina pomoću kojih glumac oblikuje lik u nekom scenskom djelu.

## Vanjske poveznice
Ostali projekti
|  | Zajednički poslužitelj ima još gradiva o temi Gluma |

Mrežna mjesta
- gluma Hrvatska enciklopedija
- Hrvatsko društvo dramskih umjetnika